# Maskespil (film)
|  | Denne artikel er oprettet af botten Steenthbot ud fra en ekstern database. Den kan derfor have sproglige fejl eller mangler. Denne skabelon kan fjernes efter kontrol af indholdet. |

Maskespil er en dansk kortfilm fra 1993 instrueret af Stig Ekkert.

## Handling
En psykologisk thriller, omhandlende skizofreni og hævn. Signe er sygeplejerske og forelsket i sin chef, psykiateren Dr. Janus. En dag sender Dr. Janus Signe på hjemmebesøg hos en patient. Et uheld gør, at Signe må overnatte, og uhyggen begynder...

## Medvirkende
- Runi Lewerissa